# Хоацини
Хоацини (лат. Opisthocomidae) су породица птица и једини члан истоименог реда (Opisthocomiformes). Једини живи представник породице је врста хоацин (Opisthocomus hoazin), која насељава Амазон и делту реке Ориноко у Јужној Америци. Откривено је неколико фосилних врста, укључујући једну из Африке и једну из Европе.

## Филогенија
Филогенетско стабло приказано испод је засновано на раду Хјуза и Бејкера (енгл. Hughes & Baker) 1999 и Мајра и Де Пјетрија (енгл. Mayr & De Pietri) 2014. У прошлости породица хоацина је сврставана у ред Galliformes, а касније у ред Cuculiformes. Данас је сврстана у засебан ред Opisthocomiformes.
|  | †Protoazin                                                   |
|  |                                                              |
|  | \| \| †Hoazinavis \| \| \| \| \| \| Opisthocomus \| \| \| \| |
|  |                                                              |
|  | †Hoazinavis                                                  |
|  |                                                              |
|  | Opisthocomus                                                 |
|  |                                                              |

|  | †Hoazinavis  |
|  |              |
|  | Opisthocomus |
|  |              |

|  | †Protoazin                                                   |
|  |                                                              |
|  | \| \| †Hoazinavis \| \| \| \| \| \| Opisthocomus \| \| \| \| |
|  |                                                              |
|  | †Hoazinavis                                                  |
|  |                                                              |
|  | Opisthocomus                                                 |
|  |                                                              |

|  | †Hoazinavis  |
|  |              |
|  | Opisthocomus |
|  |              |

## Таксономија
Ред Хоацини
- Породица Хоацини
  - Род †Foro Olson 1992 – средњи еоцен, Америка
    - Врста †Foro panarium Olson 1992

  - Род †Hoatzi Thomas 1996 – еоцен, Аргентина
    - Врста †Hoatzi panarium Thomas 1996

  - Род †Onychopteryx Cracraft 1971 – рани еоцен
    - Врста †Onychopteryx simpsoni Cracraft 1971

  - Род †Protoazin Mayr & De Pietri 2014 – касни еоцен, Француска
    - Врста †Protoazin parisiensis Mayr & De Pietri 2014

  - Род †Namibiavis Mourer-Chauviré 2003 – средњи миоцен, Намибија
    - Врста †Namibiavis senutae Mourer-Chauviré 2003

  - Род †Hoazinavis Alvarenga, Mayr & Mourer-Chauviré 2011 – касни олигоцен и рани миоцен, Бразил
    - Врста †Hoazinavis lacustris Alvarenga, Mayr & Mourer-Chauviré 2011

  - Род †Hoazinoides Miller 1953 – средњи миоцен, Колумбија
    - Врста †Hoazinoides magdalenae Miller 1953

  - Род Хоацин (Opisthocomus) Illiger 1811
    - Врста Хоацин (Opisthocomus hoazin) (Müller 1776) Illiger 1811